# Hangsaman
Hangsaman (titre original : Hangsaman) est un roman psychologique et néo-gothique de Shirley Jackson publié en 1951.
Second roman publié par l'autrice après The Road Through the Wall (1948), il est en partie inspiré de la disparition de Paula Jean Welden dans le triangle de Bennington en 1946, région où Jackson venait d'emménager avec son mari,,.
Hangsaman raconte l'histoire de Natalie Waite, une jeune femme solitaire de dix-sept ans en passe d'entrer à l'université, qui tente de se sortir d'une vie familiale dysfonctionnelle, tiraillée entre un père écrivain présomptueux et une mère au foyer névrosée. Après avoir subie une agression sexuelle où elle s'est persuadé qu'il ne s'est rien passé, la frontière entre réalité et imagination se fait de plus en plus poreuse, et ce jusqu'à un point de non-retour.
Le récit, très influencé et marqué par la vie de famille de Jackson, aborde les thèmes des abus sexuels, de la dépression, de l'alcoolisme, des relations conflictuelles et toxiques, ainsi que de la pression et de l'aliénation subie par les femmes dans les années 1950.
Hangsaman a influencé la poétesse américaine Sylvia Plath pour l'écriture de son célèbre roman semi-autobiographique, La Cloche de détresse (1963).

## Titre
Le titre du roman provient d'une vieille ballade folklorique (les ballades étant une source d'inspiration fréquente chez Jackson). L'extrait en question est placé en épigraphe au début du livre :

Slack your hope, Hangsaman,
O slack it for a while
I think I see my true love coming
Coming many a mile.

Suspends ton geste, ô Bourreau,
Et retiens ta corde
Je vois mon amour qui arrive
Qui arrive là-bas au loin.

## Résumé
Natalie Waite, jeune femme de dix-sept ans, s'apprête à entrer au sein d'une université d'art libéraux privée. Solitaire et introvertie, elle maintient des relations ambiguës et complexes avec sa famille, oppressée par les attentes d'un père présomptueux et autoritaire lui imposant sa façon de vivre et de penser, et par une mère misérable et résignée, que Natalie voit comme l'exemple flagrant de l'avenir malheureux qui l'attend si elle ne quitte pas le foyer. Imaginative, elle a pour habitude de se construire des scénarios psychologiques où se réfugier : ainsi, il lui arrive parfois de se voir comme une criminelle interrogée par un détective pour les crimes qu'elle a commis.
La veille de son départ pour l'université, Natalie participe au cocktail party habituel organisé tous les dimanches par son père : sont invités chez les Waite tout un tas de personnalités, relations professionnels et du voisinage, pour la plupart inconnus, et la mère de Natalie a la charge de préparer les encas et apéritifs. Lors du cocktail, Natalie goûte pour la première fois à l'alcool et expérimente différentes personnalités en discutant avec plusieurs invités. L'un d'entre eux, un homme plus âgé, porte son attention sur elle et, après l'avoir conduit dans les bois derrière la maison, l'agresse sexuellement. Le lendemain, Natalie se convainc que l'agression n'a jamais eu lieu et efface ce souvenir de sa mémoire.
Enfin, la rentrée a lieu : Natalie emménage dans un collège d'art libéraux exclusivement féminin, prête à se réinventer et à se sortir de sa situation. La plupart de ses camarades, superficielles et égocentriques, la remarquent à peine, et Natalie trouve une place confortable en marge d'un groupe de filles populaires. Au cours des premières semaines, elle est brièvement intriguée par le couple Langdon : Arthur, son professeur d'anglais, semble être l'objet de toutes les obsessions de ses amies Vickie et Anne, et son épouse Elizabeth est une femme au foyer alcoolique qui recherche en une amitié un peu de commisération. Mais très vite, Natalie est déçue par ces deux personnages : Arthur Langdon révèle avoir les mêmes vices et défauts que son propre père, et Elizabeth Langdon ressemble à ses propres camarades, cherchant à apparaître comme la « meilleure femme » possible.
Toujours solitaire malgré ses repas organisés avec les Langdon et ses amies, Natalie reprend sa vie fantasmée : elle s'imagine, entre autres, devenir un géant qui serait capable de modifier ou détruire l'université, et de dévorer ses pensionnaires. Un jour, par hasard, elle rencontre Tony, une étudiante espiègle et méprisante, avec qui elle se lie d'amitié. Toutes deux passent leur temps ensemble et se lancent dans une série d'aventures et de fantasmes excentriques dans lesquels elles exercent leur créativité commune, rêvant de leur supériorité par rapport aux autres pensionnaires de l'université. Dans le même temps, la réputation de Natalie se ternit, souffrant de son nouveau comportement étrange et insociable, mais elle-même ne semble plus vraiment se soucier de son image malgré les situations de plus en plus nocives dans lesquelles Tony l'entraîne.
Par une journée orageuse de novembre, Tony et Natalie quittent l'université et manquent leurs cours : elles se rendent dans la ville voisine et passe leur journée à dépenser les 15$ que le père de Natalie lui a donnés. Elles s'arrêtent à un café, puis petit-déjeunent à la gare, puis déjeune dans un restaurant… Dans l'après-midi, alors que le temps s'obscurcit, Tony persuade Natalie de prendre un bus, et d'aller jusqu'au terminus, à plusieurs kilomètres du centre-ville. Celui-ci les conduit à l'extrémité d'une route déserte, proche d'un vieux parc d'attractions fermé et d'un lac prisé par les locaux en période estivale. Aussitôt, et tandis que la nuit tombe, Tony guide son amie jusqu'au bord du lac, puis l'entraîne dans un bosquet. Égarée dans l'obscurité et effrayée, Natalie perd de vue Tony et se retrouve dans une clairière. Dans une scène faisant écho à l'agression sexuelle dont elle a été victime, elle trouve là une bûche sur laquelle s'asseoir, et Tony réapparaît alors. Aussitôt, elle comprend que son amie l'a trompée et qu'elle l'a manipulée pour l'amener jusqu'ici, comme par volonté de lui faire subir une épreuve humiliante arrangée par les autres filles de l'université. Natalie s'exclame qu'elle veut rentrer chez elle, mais comme Tony se moque d'elle et refuse de la suivre, elle rebrousse chemin seule.
Lorsqu'elle retrouve la route, un couple plus âgé qui passe en voiture s'arrête et insiste pour la raccompagner en ville. Pendant le trajet, ils lui expliquent qu'ils ont une fille du même âge que Natalie, et la mettent en garde à propos de ce qui pourrait arriver à une jeune fille qui se rend seule dans les bois. Ils en concluent que les parents ne savent pas tout de la vie de leurs enfants, puis la déposent à l'entrée du pont situé à quelques pas de l'université. Là, Natalie grimpe sur la rambarde et se penche vers le vide en hésitant. Interpellée par des passants, elle les ignore puis reprend sa route en direction de l'université. Lorsqu'enfin elle aperçoit les bâtiments apparaître dans l'obscurité, c'est avec le sentiment d'être seule, adulte, forte, et non plus du tout effrayée.

## Analyse
Selon Ruth Franklin (en) (biographe de Shirley Jackson: A Rather Hauted Life) ce roman, tout comme The Bird's Nest de Jackson, dépeint une jeune femme en proie à la dépression, et plus généralement la pression subie par les femmes dans les années 1950 pouvant finir par devenir aliénante. Pour ce faire, Jackson utilise un cadre normal, quotidien et conventionnel qui abrite des personnages anormaux ou instables. Cette ambivalence fait alors émerger chez le lecteur un malaise et une étrangeté ambiguë.
L'université d'arts libéraux où se rend Natalie Waite dans le roman fait écho au Bennington College où le mari de Shirley Jackson, Stanley Edgar Hyman, travaillait comme professeur d'anglais. Plusieurs références littéraires sont faites au fil du récit, où sont notamment mentionnés Berkeley, Descartes, Hegel, Platon, Aristote, Shakespeare, Lewis Carroll, John Milton et Algernon Swinburne.

## Éditions françaises
Le roman est traduit pour la première fois en France par Fabienne Duvigneau pour les éditions Payot et Rivages, qui publient Hangsaman en octobre 2021 dans leur collection « Rivages/Noir ».